# Orden de la Santa Reina Tamara
La Orden de la Santa Reina Tamara es una condecoración concedida por la Casa de Bagration, cuyo jefe y gran maestre es el Príncipe David de Bagration-Mukhraneli.

## Historia de la Orden
La Orden de la Reina Tamara (o Tamar) fue en el momento de su fundación, una condecoración militar y civil de la República Democrática de Georgia, creada para los miembros de la Legión Georgiana (1914-1918) y para los combatientes y ayudantes en la Expedición Alemana del Cáucaso, que luchó en Georgia después del 4 de noviembre de 1918.
Su nombre hace referencia a la Santa Reina Tamara de Georgia, nacida en 1160, que fue Reina de Georgia entre los años 1184 y 1213, fundadora de la Orden del Águila de Georgia, la primera de las órdenes dinásticas georgianas. La Reina recibió el apodo de la más fuerte Reina Tamara de sus propios soldados, y se la considera la madre y constructora de la identidad nacional georgiana que ha llegado hasta nuestros días casi inalterada. 
En las insignias originales, aparece el retrato de la Reina Tamara rodeado por las palabras Legión Georgiana y la fecha 1915 sobre esmalte azul. Este diseño fue realizado por el teniente alemán Horst Schliephack. La Orden adoptó también entonces los colores rojo y negro, en una disposición de inspiración austriaca en la cinta. Pero la invasión de Georgia perpetrada por la Unión Soviética acabó con esta joven orden. 
En 1942 S.A.R. el Príncipe Irakli de Bagration-Mukhraneli, a petición de la Unión de Georgianos Tradicionalistas, restauró la Orden, dado su evidente simbolismo histórico. La nueva Orden restaurada fue otorgada a miembros de la Diáspora georgiana en el exilio y a miembros destacados de la realeza europea, tales como el Gran Duque Vladimiro Kirílovich de Rusia, Jefe de la Dinastía Romanov, casado con una princesa georgiana. 
Tras la muerte del príncipe Irakli en 1977, fue sucedido por su hijo S.A.R el príncipe Jorge de Bagration, quien prefirió mantener la Orden en el más estricto ámbito familiar por razones de discreción y política dinástica, lo que condujo a la Orden a estar prácticamente inactiva. 
A la caída del Comunismo, fue legalizada en Georgia como asociación civil por el conde Simón Kopadze, hoy Vice Preboste de la orden y Canciller de la Casa Real, en espera de devolverla al legítimo representante de la dinastía nacional, lo que finalmente se produjo en la persona de S.A.R. el Príncipe David de Bagration-Mukhraneli, actual Jefe de la Dinastía Bagrationi.
Recientemente, el Príncipe David decidió reincorporarla nuevamente en el Sistema de Honores de la Casa Real de Georgia, otorgándole unas nuevas Constituciones y concediendo nuevas insignias.

## Grandes Maestres de la Orden
- S.A.R. Irakli de Bagration-Mukhraneli (1939-1977).

- S.A.R. Jorge de Bagration-Mukhraneli (1977-2008).

- S.A.R. David de Bagration-Mukhraneli (2008-actualidad).

## Grados de la Orden
La Orden de la Santa Reina Tamara de constituye, en sus nuevos Estatutos, en dos grados:
- Senadores Gran Cruz/Damas Senadoras Gran Cruz: este grado consiste en una placa de ocho puntas, rafagada en oro, en cuyo centro se encuentra la efigie de la Reina Tamara de Georgia, también en oro, orlada por las letras georgianas de Legión Georgiana - 1915. La efigie de la Reina vendrá coronada por una Corona Real esmaltada. La placa irá acompañada de una banda roja con dos franjas negras en los costados, de la cual penderá una cruz con los brazos esmaltados en negro y en cuyo centro se encuentra la misma efigie de la Reina Tamara, que penderá de la banda mediante una Corona Real Georgiana esmaltada y dorada. La banda irá terciada desde el lado derecho hacia el costado izquierdo.

- Caballeros Gran Cruz/Damas Gran Cruz: este grado consiste en una placa de ocho puntas, rafagada en plata, en cuyo centro se encuentra la efigie de la Reina Tamara de Georgia, también en plata, orlada por las letras georgianas de Legión Georgiana - 1915. La efigie de la Reina vendrá coronada por una Corona Real esmaltada. El grado de Gran cruz no incluye en esta Orden la banda.

La Orden contiene, también, un Collar de uso exclusivo del Gran Maestre. 

### Color de la cinta
Hay ciertas controversias alrededor de las cintas de esta Orden. En varios artículos se establece que los colores de la cinta serán el rojo como principal y las dos franjas serán blancas. Pero S.A.R. el Príncipe David de Bagration-Mukhraneli ha confirmado que los colores y características de la banda de Senador son las del diseño fechado en el año 2000 que puede observarse en el enlace del anexo de fuentes. Nos quedamos, pues, con la información dada por la máxima autoridad en la Orden, que es su actual Gran maestre. 
Debe destacarse, también, que las miniaturas usadas por la mayor parte de agraciados con la condecoración usan los colores rojo y blanco en las cintas.

## Miembros prominentes
- El Rey Jorge Tupou V de Tonga.

- El Gran Duque Vladimiro Kirílovich de Rusia, Jefe de la Dinastía Romanov.

- D. Francisco de Paula de Borbón y Escasany, v duque de Sevilla

- D. Alfredo Escudero, Duque de San Jorge, Marqués de Gori y Conde de Díaz-Madroñero.

- Dr. D. Otto Federico von Feigenblatt y Rojas, Académico Correspondiente de la Real Academia de Doctores de España, Conde de Kobryn.